# Кришан, Александру
Александру Кришан (рум. Alexandru Crişan; род. 31 июля 1962, Шимлеу-Силванией, Сэлаж) — румынский предприниматель, который находился в центре скандала, связанного с приобретением высокого рейтинга (2635 — на тот период среди 50 лучших шахматистов мира) после участия в манипулированных турнирах, партии которых никогда не публиковались.
На круговом турнире в Портороже в 2001 году был посеян под 3-м номером, но набрал пол-очка из 9 партий.
Зураб Азмайпарашвили (который, как позже выяснилось, подтасовал результаты турниров в свою пользу) разобрал несколько партий Кришана и заявил, что тот никак не мог достичь такого рейтинга при своей манере игры.
Комиссия по расследованию ФИДЕ объявила о лишении Александру Кришана титулов и рейтинга. В сентябре 2001 года Конгресс ФИДЕ вынес рекомендацию к лишению титулов Кришана, хотя рекомендация не была воплощена немедленно. В августе 2015 года все титулы Кришана были убраны из официальных рейтинговых списков ФИДЕ, его рейтинг был опущен до 2132, причём рейтинговый вычет был применён задним числом с октября 2001 года.
Александру Кришан, Гайоз Нигалидзе и Игорь Раусис — это единственные на текущий момент гроссмейстеры, лишённые титула.

## Изменения рейтинга
| Графики недоступны из-за технических проблем. См. информацию на Фабрикаторе и на mediawiki.org. |